# Vọp sông
Vọp sông (Danh pháp khoa học: Geloina coaxans), còn gọi là vọp chong, hay đơn giản là vọp, vạng, là loài nhuyễn thể hai mảnh vỏ, thuộc họ Hến (Corbiculidae), chúng sinh sống ở môi trường nước ngọt. Đây là một thủy sản có giá trị kinh tế.

## Phân bố
Chúng phân bố chủ yếu ở vùng nhiệt đới gió mùa, nhiệt độ thích hợp từ 15-32 độ C. Vọp sống ở nguồn nước sạch không bị ô nhiễm, độ mặn thích hợp từ 10–30 %o, độ trong < 60 cm, độ pH 7,5-8,5, chất đáy bùn nhão. Vọp phân bố ở các vùng bãi bồi ven biển, đặc biệt là khu vực rừng đước các tỉnh Đồng Bằng Sông Cửu Long như Bến Tre, Trà Vinh, Bạc Liêu, Cà Mau. Địa điểm loài hai mảnh vỏ này sinh sống thường có nền đáy là bùn cát (70-90% bùn). Chúng thường vùi mình ở độ sâu 4–6 cm dưới lớp mặt đáy, độ mặn nơi cư trú thường tương đối biến động (10-30%).

## Đặc điểm
Vỏ vọp có dạng hình tròn trứng, lớn, ở cá thể trưởng thành vỏ cao 75 mm, dài 60mm, rộng 40mm. Mặt ngoài của vỏ đường sinh trưởng mịn sắp xếp khít nhau, da vỏ có màu rêu phát triển thành phiến. Ở cá thể già da vỏ thường mất đi để lộ tầng sừng màu xanh đen bóng, mặt trong của vỏ màu trắng. Mặt khớp vỏ phải và vỏ trái đều có 3 răng giữa, 2 răng giữa sau đều chẻ đôi răng giữa trước nhỏ, mỏng. Răng bên phía trước của vỏ phải nhô cao, răng trên phía trước vỏ trái thô. Vết cơ khép vỏ sau lớn hình chữ nhật, vết mép màng áo không rõ ràng.
Ở những cánh rừng sác, rừng chồi ven biển huyện Duyên Hải, nói chung đất rừng luôn cao ráo đã sản sinh ra rất nhiều vọp, mà dân bản địa gọi là "vọp mánh". Vọp mánh có hai loại "vọp mánh lộ" và "vọp mánh chỉ". Người ta gọi vọp mánh lộ vì tuy nằm dưới đất nhưng chúng vẫn để lộ một phần năm đến một phần ba một mặt bề vỏ, phần vỏ lộ này rất tiệp với màu đất phèn. Vọp mánh chỉ thì sống dưới mặt đất. Chính vì những yếu tố này mà vọp mánh lộ và vọp mánh chỉ khó tìm. Khi phát hiện thì dùng móc sắt móc vọp lên. Hễ móc được một con thì sẽ móc được hàng bảy trăm con, thậm chí hàng ngàn con, vì vọp sống từng chòm. 

## Tập tính
Thức ăn chủ yếu của vọp là nguồn thực vật đơn bào, phù du thực vật, tảo đáy, ấu trùng của động vật khác, mùn bả hữu cơ, muối khoáng. Loài động vật thân mềm này tiêu thụ cá sản phẩm mùn bã hữu cơ từ rừng đước đồng thời với các loại tảo khuê khác.

## Ẩm thực
Ở Việt Nam, là động vật thân mềm hai mảnh vỏ được nhiều người ưa chuộng và có giá trị tế không thua kém gì các loại khác như: nghêu, sò,… Tuy nhiên, trong những năm gần đây, việc khai thác vọp quá mức, khai thác rừng ngập mặn (nơi phân bố tự nhiên của vọp) để nuôi các loại thủy hải sản có giá trị kinh tế như tôm, cua,… từ đó làm cho nguồn lợi vọp bị cạn kiệt và không còn khả năng phục hồi.
Vọp chong là một món ăn dân dã, là đặc sản của miệt biển Trà Vinh. Theo cách của người địa phương ăn vọp rất đơn giản. Khi khượi được vọp nhiều rồi, người ta dọn một khoảnh đất nhỏ, nhóm chúng lại, ken sát nhau, day miệng lên. Sau đó, rải một lớp nhánh củi đước hoặc củi già khô lên cho thật đều, rồi mồi lửa. Sức nóng đã đủ để vọp chín, há miệng ra. Bấy giờ, người ta gạt lớp tro than bên trên vọp, bắt từng con, tách vỏ ăn phần thịt. Thịt vọp ngọt cùng với mùi vị chua mặn cay của muối tiêu chanh. 